# National Airways
National Airways es una aerolínea con base en Johannesburgo, Sudáfrica. Es una compañía de aviación general que ofrece productos y servicios para aviones y helicópteros, incluyendo mantenimiento, entrenamiento de pilotos, aeronaves y gestión aeronáutica. NAC Charter es la división de operaciones de vuelo. Su principal base de operaciones es el aeropuerto de Lanseria, con bases secundarias en el Aeropuerto Internacional de Ciudad del Cabo, el Aeropuerto Internacional Sir Seretse Khama, Gaberones y el Aeropuerto Internacional Kruger Mpumalanga.

## Historia
La aerolínea fue fundada en 1946 y comenzó a operar el 25 de mayo de 1946. El 1 de julio de 1999, Safair, una filial de Imperial Holdings Group, adquirió NAC. En ese mismo momento Streamline Aviation se fusionó con NAC para formar NAC Charter. La aerolínea es propiedad de Imperial Holdings (68%) y gestoras (38%) y tiene 320 empleados (en marzo de 2007).

## Flota
En marzo de 2009 la flota de National Airways incluye:
- 1 × Bombardier Learjet 35A
- 1 × Cessna 208 Caravan
- 3 × Raytheon Beech King Air C90B
- 3 × Raytheon Beech King Air B200
- 2 × Raytheon Beech King Air 350
- 1 × Raytheon Premier IA
- 1 × Beechcraft 1300
- 5 × Raytheon Beech 1900C Airliner
- 16 × Raytheon Beech 1900D Airliner
- 1 × Beechcraft 400A